# Durrington (West Sussex)
Durrington – dzielnica miasta Worthing, w hrabstwie West Sussex, w dystrykcie Worthing. Leży 26 km na wschód od miasta Chichester i 78 km na południe od Londynu. W 2011 roku dzielnica liczyła 5528 mieszkańców. Durrington jest wspomniana w Domesday Book (1086) jako Derentune.